# Rozencrantz
Rozencrantz ist eine deutsche Rockband, die im Jahr 2003 aus der Band Romeo Discharge hervorging.

## Geschichte
Gründungsmitglieder von Rozencrantz waren Skye (Gesang), Horatio C. Luvcraft (Bass), Lucian Shye (Keyboard), Morten Hellerson (Gitarre) und Michelle Zagon (Schlagzeug).
Vor der Aufnahme des 2005er Rozencrantz Albums Diary verließ Michelle Zagon Rozencrantz und ein Drumcomputer übernahm vorläufig seine Arbeit.
Im Rahmen der Produktion von Diary stieß Livegitarrist Kevoc zur Band. Diese Tätigkeit wird mittlerweile nicht mehr von ihm ausgeführt. Als neuer Schlagzeuger für die Liveumsetzung wurde der Amerikaner Jeffrey Delannoy verpflichtet, der die Band für ein weiteres Jahr begleitete, und schlussendlich zunächst durch „Reddark Goodwill“ und durch den aktuellen Drummer Jackie Saint ersetzt wurde.
Ende 2006 begannen die Aufnahmen zu „Salvation“, dem 2. Album der Band. An diesem Punkt verließ Morten Hellerson die Band, um sich seiner Solokarriere zu widmen.
Die restliche Gitarrenarbeit im Studio übernahm Sänger Skye. Als Gaststimme wurde für dieses Album auf die Sängerin Evangeline Cooper zurückgegriffen, die bereits für „Diary“ einige Passagen eingesungen hatte.
Für „Salvation“ konnten als Gastmusiker Carsten Klatte (Project Pitchfork, Wolfsheim, Goethes Erben, Lacasa del Cid) und Bruno Kramm (Das Ich), sowie Matthias Lohmöller (Morgentot, Safkan) gewonnen werden. Neben seinem Auftreten als Musiker fungierte Bruno Kramm auch als Co-Produzent.
Aus einem Remix Wettbewerb stammende Werkinterpretationen verschiedener internationaler Künstler sind die Basis des im Dezember 2007 erscheinenden Albums „Reapercussion“. Unter anderem enthält dieses kostenfrei im Internet verfügbare Album das Hörspiel „Orbit“, das auf einer Kurzgeschichte des japanischen Cyberpunk-Autors Kenji Siratori basiert. Der Autor selbst hat den Text eingesprochen.
Im Herbst 2008 wurde die Studioarbeit zu „Romancer“ aufgenommen. Mit den zuvor schon live eingesetzten Musikern Jackie Saint und Gray kamen auch im Studio die beiden neue Musiker zum Einsatz. „Romancer“ ist eine EP, die neben vier neuen Songs auch drei Videoclips eines Festivalauftritts (Castle Rock 2008) sowie einen neuen Videoclip enthält. Produziert wurde in Kooperation mit Matthias Lohmöller, dessen Studio DocMaKlang erneut in Anspruch genommen wurde.
Am 8. Juni 2009 erschien die Single „Chase the Dragon“, die neben dem gleichnamigen Song auch einen Remix des Songs enthält. Auch dieses Mal wurde bei der Aufnahme der Musik auf die Zusammenarbeit mit Matthias Lohmöller/DocMaKlang gesetzt.
Das ursprünglich für die Single gedrehte Musikvideo, in dem viele US-Muscle-Cars zum Einsatz kamen, wurde großteilig auf dem ehemaligen Fliegerhorst Hopsten gedreht und stellt das bisher aufwändigste Musikvideo der Band dar. Es erschien am 29. Juni 2009 im Rahmen einer DVD, die zusätzlich unter anderem umfassendes Making-of-Material enthält.
Nach dem Wechsel zum Label Kitty Killer Records im Vertrieb von Timezone erschien am 31. Oktober 2012 das Album „Tears Black Reign“. Es enthält zwölf Songs und wurde abermals bei DocMaKlang produziert. Während der Vorbereitungen zur Veröffentlichung des Albums kam es zu einem folgenschweren Autounfall, bei dem die Gründungsmitglieder Skye und Horatio Luvcraft schwer verletzt wurden. Bassist Luvcraft sitzt seit diesem Unfall im Rollstuhl, bleibt jedoch auch auf der Bühne Teil der Band.
Das Musikvideo zum Song „NYEAH“ erschien am 16. September 2012 und stellt somit die erste Auskopplung aus „Tears Black Reign“ dar. Das Video zeigt die Band in skurrilen Masken und ebensolchen Situationen. Ironischerweise zeigt es unter anderem eine Unfallszene mit dem Kleintransporter in dem später Sänger und Bassist der Band verunglückten.
Mit Veröffentlichung des Albums „Tears Black Reign“ zu Halloween 2012 wurde der Videoclip „Beyond Emptiness“ der Öffentlichkeit vorgestellt. Auch dieses düstere Video, das an diversen Drehorten mit dem russischen Model „Rain“ und vielen Statisten gedreht worden ist, wurde komplett von der Band gedreht, realisiert sowie geschnitten.
Am 28. November 2012 erschien die Web-Single „Show You The Moon“ als dritte Auskopplung des Albums „Tears Black Reign“. Der Song ist ein wehmütiger Akustik-Titel. Am selben Tag wird das Video zu diesem Song veröffentlicht. Es zeigt Sänger Skye in diversen, teils absurden Situationen und wurde abermals vom künstlerischen Kollektiv Rozencrantz konzeptioniert und hergestellt.
In Großbritannien erschien „Tears Black Reign“ am 12. Dezember 2012 beim Londoner Undergroundlabel Avalon Records. Dies markiert den ersten offiziellen physischen Release im Ausland.
Am 29. Dezember 2012 spielte die Band auf dem Rockmare Festival ihre erste Liveshow mit Horatio Luvcraft nach seinem schweren Unfall vor ausverkauftem Haus. Teile dieser Show wurden vom lokalen Kabelfernsehsender OS1 TV übertragen.
Das Jahr ihres zehnjährigen Jubiläums läuteten Rozencrantz mit der vierten Websingle aus dem Album „Tears Black Reign“ ein. Der Song ist das düstere Werk „Calling Maidel“. Der Song, der sich textlich mit der vergessenen US-amerikanischen Schauspielerin Maidel Turner beschäftigt, erhielt ein verstörendes Science-Fiction-Video, das ein wenig an Fritz Langs Metropolis oder die klassische Vorlage Frankenstein erinnert und mit Greenscreen-Szenen, die die Bandmitglieder im Vordergrund mit Szenen aus alten Stag Movies im Hintergrund verbinden, abgerundet. Auch dieser Clip wurde abermals mit Eigenmitteln mit Unterstützung der Werbeagentur Comudex realisiert. Auf der Pressekonferenz zum „Calling Maidel“-Release wurde von der Band eine Best-Of-CD sowie ein neues Studioalbum für das laufende Jahr 2013 angekündigt.
Der Videoclip zum Titelsong des Albums „Tears Black Reign“ wurde am 7. April 2013 als fünfte Videosingle des Albums veröffentlicht. Wie gehabt wurde auch dieses Video von der Band und nahestehenden Personen realisiert. Im Hintergrund der Bandszenen in diesem Clip sind diverse mit der Band befreundete Musiker zu sehen.
Sänger Skye und Bassist Horatio beginnen mit dem Nebenprojekt „Alphamay“, einer Elektropop-Band.
Das Album „The Best 10 Years“ erschien am 17. Mai 2013 als erstes Best-of-Album der Band. Ungewöhnlich ist, dass neben dem zu erwartenden alten Material auch Stücke eines erst 2014 veröffentlichten Albums „Drunk On Revolution“ enthalten sind.
Nach der Tour im Vereinigten Königreich wurde am 30. November 2013 die sechste Videosingle zum Album „Tears Black Reign“ veröffentlicht. Der Clip zu „Blood Runs Like Wine“ behandelt aktuelle politische Themen, insbesondere die Meinungsfreiheit und enthält unter anderem auch Film-Material der russischen Band „Pussy Riot“. Die Bandmitglieder agierten als Nachrichtensprecher, die über eine Terrorwelle berichten.
Am 15. Januar 2014 veröffentlichten Rozencrantz das Video zum Song „Into Silence“ als erste Videosingle zum später im Jahr erscheinenden Album „Drunk On Revolution“. Das Video besteht hauptsächlich aus Luftbildsequenzen, die mit einem Quadrokopter von Mitgliedern der Band gefilmt wurden. Mit seinen positiv-sommerlichen Bildern unterstreicht auch dieser Clip wiederum die weitreichenden Veränderungen der Band weg von ihren Wurzeln im Gothrock.
Kurz vor einem weiteren Gastspiel auf der Maiwoche in Osnabrück als Headliner der Timezone-Bühne am Eröffnungstag wurde ein Livemitschnitt aus dem Vorjahr als Video ins Netz gestellt. Der Clip zeigt den Song „Born In The Night“.
Noch vor der Veröffentlichung des Albums „Drunk On Revolution“ wurde eine Vorabpressung in einer Auflage von 1.000 Stück auf der 20. Ausgabe des Hunteburger Open-Air Festival kostenlos an die Fans verteilt. Auf dieser Veranstaltung spielte Rozencrantz unter anderem zusammen mit Emil Bulls und Madsen.
Mitte Juni 2014 erschien, abermals beim Label Timezone, die auf 100 Stück limitierte „Revolution Box“. Diese Metalldose beinhaltet die Alben „Salvation“, „Tears Black Reign“, „The Best 10 Years“ und „Drunk On Revolution“ sowie eine Autogrammkarte und ein Aufkleber. Jede Dose ist von Hand nummeriert und signiert. Im Shop des Labels exklusiv erhältlich ist eine auf 10 Einheiten limitierte „Deluxe Edition“ der Box, die zusätzlich noch die EP „Romancer“ enthält. Diese Sondervariante trägt die laufenden Nummern 91–100 der Originalauflage.
Das Album „Drunk on Revolution“ erschien am 31. Oktober 2014 bei Kitty Killer Records im Vertrieb des Labels Timezone. Aufgenommen wurde wieder im DocMaKlang Studio, auch bei Mix und Mastering wurde ein weiteres Mal auf Matthias Lohmöller zurückgegriffen. Die Veröffentlichung des Albums wird von verschiedenen Videos begleitet, unter anderem gibt es ein Making-of-Video, in dem im Zeitraffer zu sehen ist, wie die Band die Cover zur neuen CD fertigt, die CDs einlegt und auch die „Revolution Box“ zusammenstellt und versiegelt.
Mitte 2016 verließ Drummer Jackie die Band. Rozencrantz entschieden sich, zunächst ohne festen Schlagzeuger weiterzuarbeiten und arbeiteten an einem neuen Album. Lucian Shye und Horatio Luvcraft wechselten die Instrumente.
Im Februar 2017 erschien das Mini-Album „The Vacuum Of Silence“. Es handelt sich um ein Album mit fünf Titeln, die mit akustischen Instrumenten aufgezeichnet wurden.

## Diskografie
- Diary (2005)
- Salvation (2007 – Danse Macabre)
- Reapercussion (2007)
- Romancer (2008 – Danse Macabre)
- Chase the Dragon (single – 2009)
- Chase the Dragon (DVD – 2009)
- Tears Black Reign (2012 – Timezone)
- The Best 10 Years (2013 – Timezone)
- Revolution Box (2014 – Timezone)
- Drunk on Revolution (2014 – Timezone)
- The Vacuum of Silence (2017 – Timezone)

## Videos
- Her Walk Gets Slower (2006)
- Sweet Desire (2007)
- Skin on Skin (2008)
- Chase the Dragon (2009)
- NYEAH (2012)
- Beyond Emptiness (2012)
- Show You the Moon (2012)
- Calling Maidel (2013)
- Tears Black Reign (2013)
- Blood Runs Like Wine (2013)
- Into Silence (2014)
- Born in the Night -live- (2014)
- Chase the Dragon -live- (2014)
- My Time (2017)